# Rock Economy
Rock Economy (укр. «Рок-економія») — концерт у двох частинах італійського співака і кіноактора Адріано Челентано на підтримку його сорок першого студійного альбому «Facciamo finta che sia vero». Назва концерту — алюзія на скандальний телепроєкт «Rockpolitik», де Челентано виступав як ведучий і ідейний натхненник.
Концерт «Rock Economy» було визнано «Найращим італійським концертом 2012 року» за версією порталу «Rockol.it». Для шанувальників музиканта і самого Челентано концерт став значущим, оскільки це його перший сольний концерт після вісімнадцятирічної перерви.
30 листопада 2012 року відбулася урочиста, символічна передача ключів міста Верони Адріано Челентано, як почесному городянину. Його концерт був визнаний головною подією року для Верони. Церемонія була приурочена до виходу концертного видання CD/DVD — «Adriano Live».

## Передумови

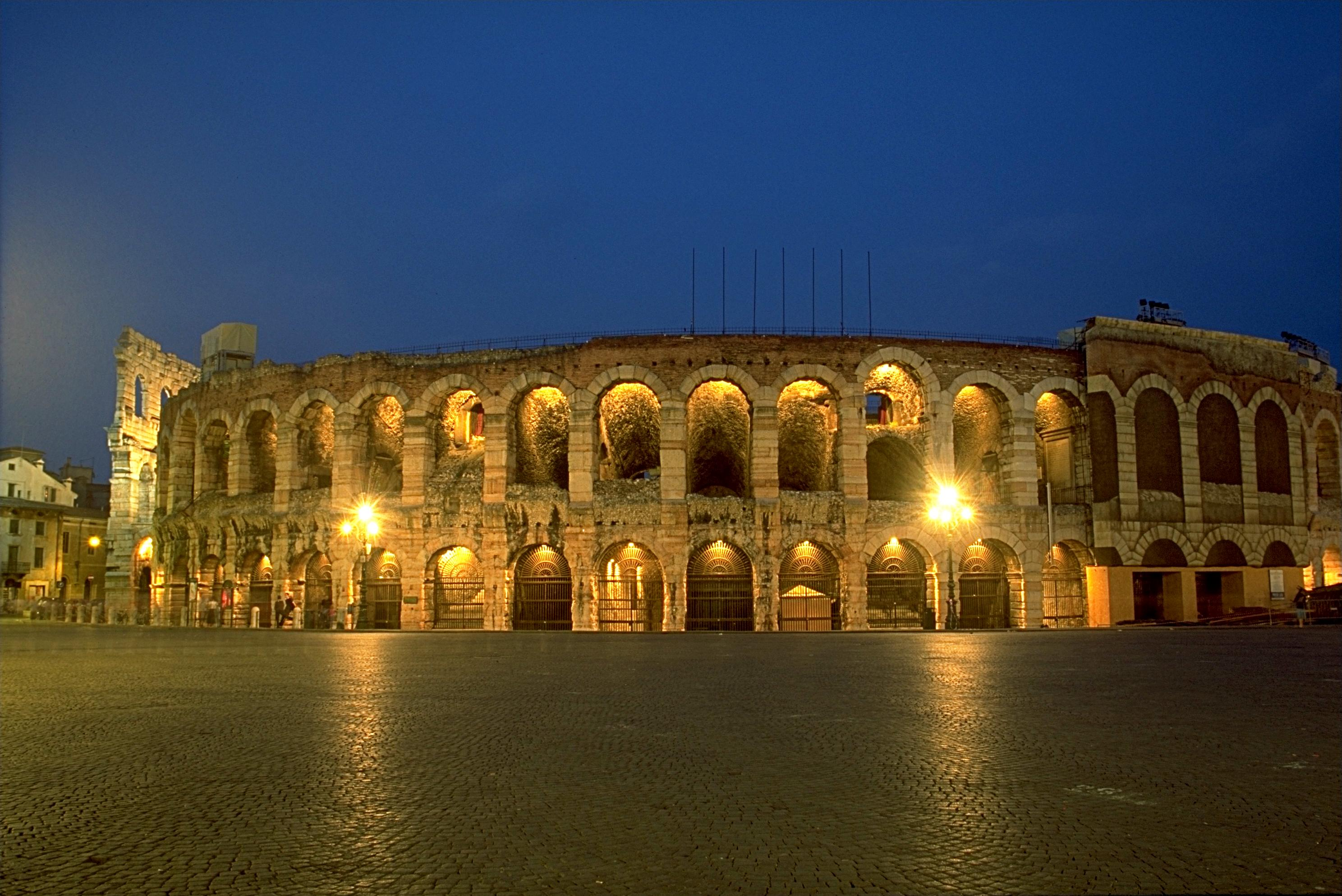
Місце проведення концерту —«Арена ді Верона»

13 червня 2012 року в Інтернеті з'явилася інформація про те, що 74-річний Адріано Челентано збирається повернутися на велику сцену. Ця звістка стала повною несподіванкою для шанувальників співака, бо своє попереднє турне Челентано провів в 1994 році, і до 2012-го з'являвся лише в телепередачах і збірних шоу, а також випускав студійні альбоми. Трохи пізніше стало відомо, що на концерті виступить і друг Челентано, співак Джанні Моранді.
Примітно, що транслювати концерт взялася не державна телекомпанія RAI, з якої Челентано співпрацював протягом довгих років, а «П'ятий канал» (Canale 5), що належить родині Сільвіо Берлусконі — можливо, таке рішення було прийнято через скандал на фестивалі в Сан-Ремо в лютому 2012 року, коли Челентано виступив з різкою критикою католицької церкви і ватиканських газет.
Квитки на шоу надійшли в продаж 11 липня, більша їх частина була продана за символічною ціною — всього 1 євро за штуку, але вони були розкуплені за півгодини. За словами Челентано і його дружини, Клаудії Морі, таке рішення було прийнято для того, щоб на концерт змогло потрапити якомога більше людей, незалежно від їх фінансового становища. Максимальна ж вартість квитків склала 165 євро.
12 вересня стало відомо назву концертної програми, а також вийшов офіційний проморолик, головним персонажем якого стала чорна пантера. На початку жовтня на офіційному YouTube-каналі Челентано стали з'являтися невеликі відеоролики з репетицій.

## Про концерт

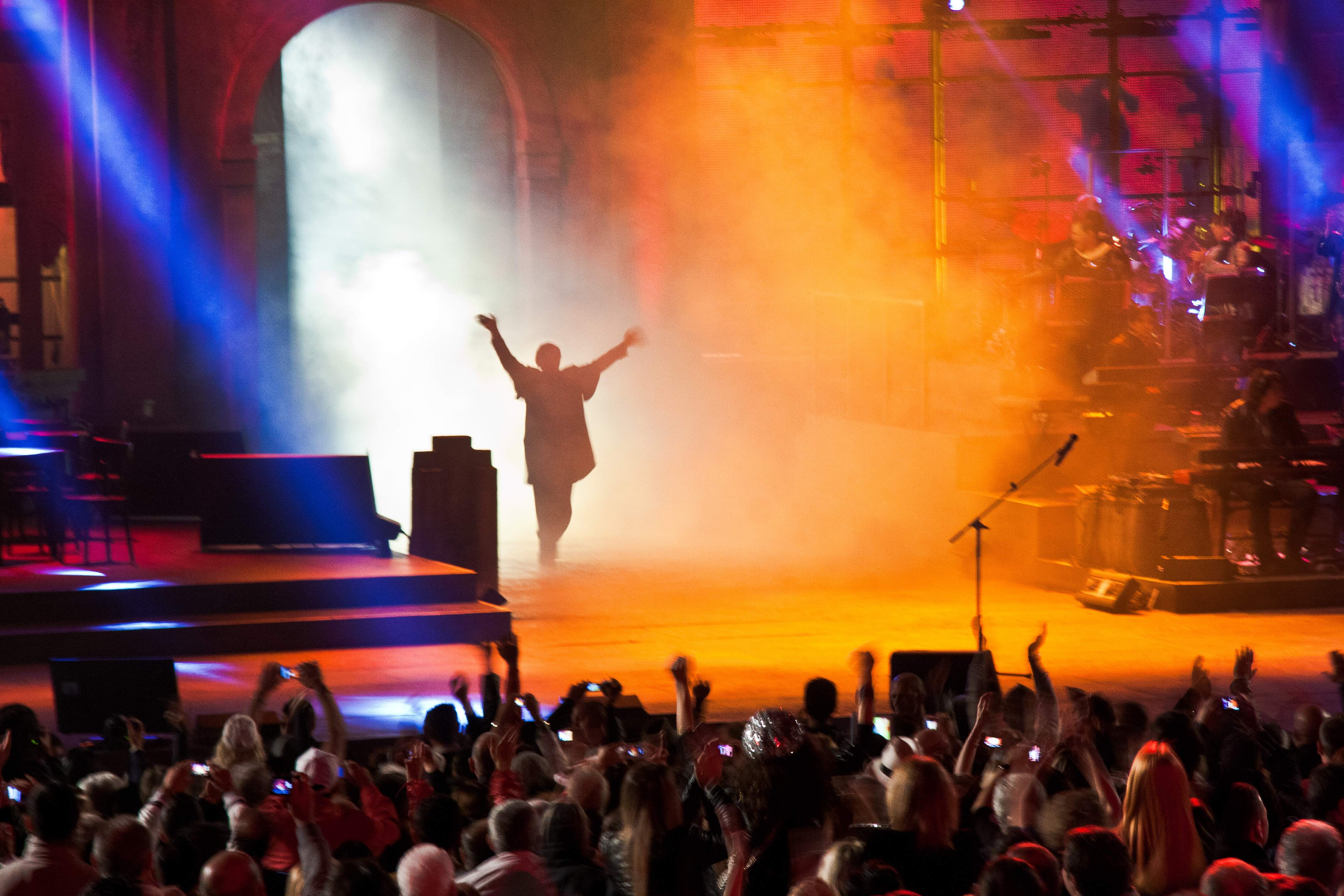
Тріумфальний вихід на сцену Челентано

Як місця проведення концертів артист вибрав знаменитий амфітеатр «Арена ді Верона», де наприкінці серпня 2012 року почали проводити репетиції. У концертній програмі були представлені як старі хіти («Soli», «Azzurro», «Prisencolinensinainciusol»), так і пісні з більш пізніх альбомів. На сцені разом з Челентано виступили 18 музикантів, 20 бек-вокалістів та 25 танцюристів. Показники Canale 5, який транслював концерт в прямому ефірі, стали найкращими в прайм-тайм за останні п'ять років — шоу дивилося дев'ять мільйонів глядачів.
У першому вечорі виконавець не тільки співав — на сцені з ним розмовляв запрошений французький економіст Жан-Поль Фітуссі. Разом вони обговорили існуючий економічний лад і питання демократії в Європі. Сам Челентано обидва вечори був в сірому піджаку, чорних штанях і сірій в'язаній шапочці. Всі пісні були виконані наживо. Сцена була оформлена в тому ж стилі, що і студія програми «Francamente me ne infischio» — ворота, з яких виходив Челентано і гості, барна стійка, вікна, а також два великих світлодіодних екрани. Двогодинний виступ супроводжувалося світловим шоу. Початок пісні «Il ragazzo della via Gluck» замість Челентано вельми згуртовано виконували глядачі на обох вечорах. Артист лише підігравав публіці на гітарі.

## Пісні

### Перший вечір
- Вступна частина
  - Svalutation
  - Rip it up
  - Si è spento il sole/La mezza luna
  - La cumbia di chi cambia
  - L'emozione non ha voce
  - Io sono un uomo libero
  - Pregherò
  - Ragazzo del Sud
- Друга частина
  - L'artigiano
  - Cammino
  - Il ragazzo della via Gluck
  - Scende la pioggia  разом з Джанні Моранді
  - La mezza luna  разом з Джанні Моранді
  - Ti penso e cambia il mondo  разом з Джанні Моранді
- Третя частина
  - Ready Teddy
  - A woman in love  разом з Джанні Моранді
  - Prisencolinensinainciusol
  - Rock Around the Clock

### Другий вечір
- Вступна частина
  - Mondo in mi 7ª
  - Soli
  - L'arcobaleno
  - Storia d'amore

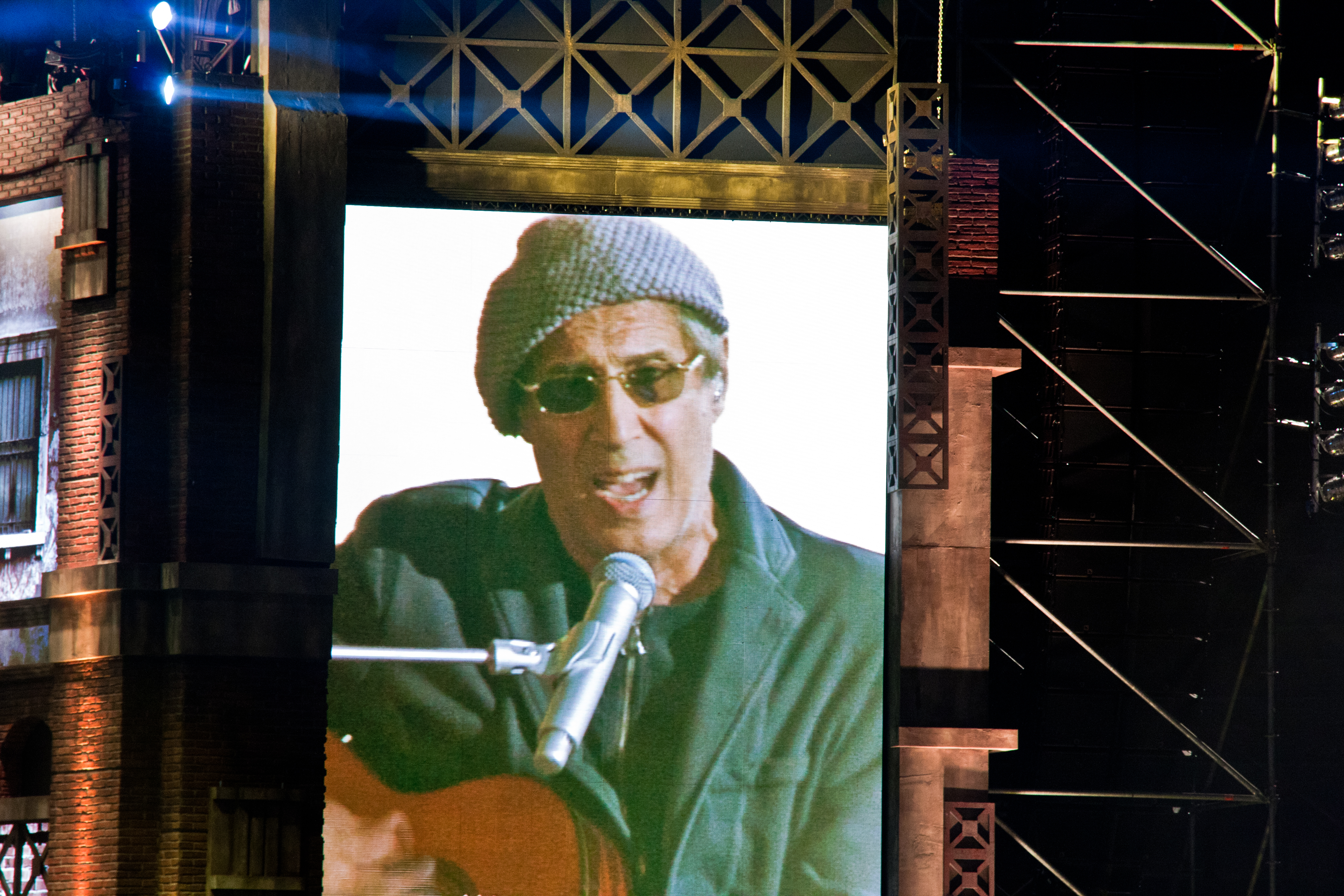
Виступ Адріано Челентано

  - Medley (попурі з пісень: Si è spento il sole, La mezza luna, Si è spento il sole, Viola, Ringo)
  - Il ragazzo della via Gluck
  - Ragazzo del Sud
- Друга частина
  - Yuppi du
  - Cammino
  - Straordinariamente
  - Pregherò
  - Un mondo d'amore разом з Джанні Моранді
  - Caruso  у виконанні Джанні Моранді
  - Sei rimasta sola у виконанні Джанні Моранді
  - Una carezza in un pugno
  - Ti penso e cambia il mondo разом з Джанні Моранді

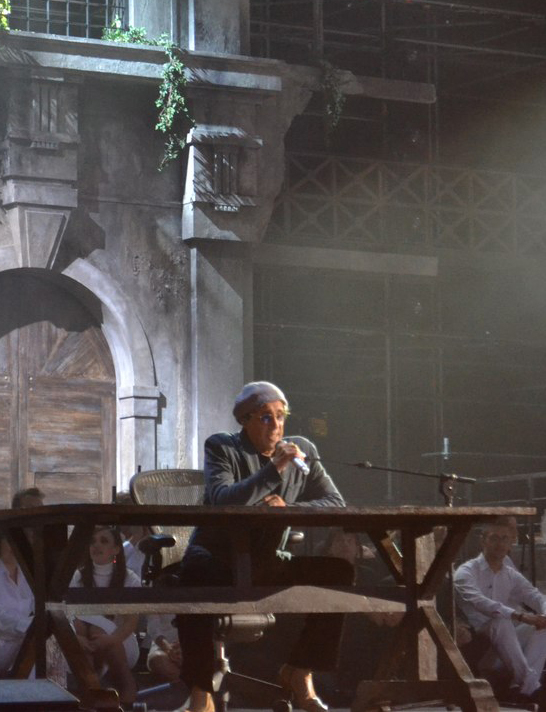
Челентано під час виступу

- Третя частина
  - Azzurro
  - Anna parte
  - Ready Teddy
  - Prisencolinensinainciusol

## Концертний альбом
Уже після концерту стало відомо, що вийде концертний альбом, який буде складатися з двох CD і одного DVD-диска. Перший компакт-диск містив запис сімнадцяти пісень, виконаних на концерті, а другий був бонусом і включав в себе дев'ять пісень з альбомів попередніх років. До DVD-диску, який містив двадцять дві пісні, також додавався 60-сторінковий буклет з фотографіями, зробленими під час концерту. Обкладинкою до всіх трьох дисків послужило фото Челентано, одягненого в білий лляний костюм, — ця ж фотографія була використана як рекламний білборд до концерту. «Adriano Live» вийшов 4 грудня 2012 року і став другим концертним альбомом виконавця — попередній, «Me, Live!», що вийшов в 1979 році.
Презентація альбому «Adriano Live» відбулася 30 листопада 2012 року в театрі «Ristori» в Вероні, де співак був присутній особисто.

### Список пісень
Спочатку було оголошено про те, що концертний диск міститиме дванадцять пісень. Однак насправді в альбом увійшло сімнадцять композицій.
| #   | Назва                                                                                | Автор слів                                         | Автор музики                     | Тривалість |
| --- | ------------------------------------------------------------------------------------ | -------------------------------------------------- | -------------------------------- | ---------- |
| 1.  | «Svalutation» (Svalutation, 1976)                                                    | Джино Сантерколе, Лучано Беретта, Віто Паллавічіні | Адріано Челентано                | 4:36       |
| 2.  | «Si è spento il sole» (A New Orleans, 1963)                                          | Лучано Беретта, Мікі Дель Прете                    | Еціо Леоне, Адріано Челентано    | 3:09       |
| 3.  | «La cumbia di chi cambia» (Facciamo finta che sia vero, 2011)                        | Джованотті                                         | Джованотті                       | 4:33       |
| 4.  | «L'emozione non ha voce» (Io non so parlar d'amore, 1999)                            | Могол                                              | Джанні Белла                     | 4:22       |
| 5.  | «Pregherò» (Non mi dir, 1965)                                                        | Дон Бакі                                           | Бен Кінг                         | 3:40       |
| 6.  | «Mondo in mi 7°» (Le robe che ha detto Adriano, 1969)                                | Адріано Челентано                                  | Адріано Челентано                | 6:33       |
| 7.  | «Soli» (Soli, 1979)                                                                  | Крістіано Мінеллоно                                | Тото Кутуньйо                    | 4:12       |
| 8.  | «L’arcobaleno» (Io non so parlar d'amore, 1999)                                      | Могол                                              | Джанні Белла                     | 3:21       |
| 9.  | «Storia d’amore» (Le robe che ha detto Adriano, 1969)                                | Лучано Беретта, Мікі Дель Прете                    | Адріано Челентано                | 5:30       |
| 10. | «Medely: Ringo» (мікс кількох пісень)                                                | —                                                  | —                                | 5:06       |
| 11. | «Il ragazzo della via Gluck» (Il ragazzo della via Gluck, 1966)                      | Мікі Дель Прете, Лучано Беретта                    | Адріано Челентано                | 4:49       |
| 12. | «Città senza testa» (мікс з пісень «Cammino» (1991) і «I passi che facciamo» (2002)) | Адріано Челентано                                  | Паоло Леоне, Адріано Челентано   | 6:03       |
| 13. | «Una carezza in un pugno» (Azzurro/Una carezza in un pugno, 1968)                    | Мікі Дель Прете, Лучано Беретта                    | Джино Сантерколе                 | 3:28       |
| 14. | «Ti penso e cambia il mondo» (Facciamo finta che sia vero, 2011)                     | Джино Де Крешенцо (Пачіфіко)                       | Стівен Ліпсон, Маттео Саджезе    | 4:23       |
| 15. | «Azzurro» (Azzurro/Una carezza in un pugno, 1968)                                    | Віто Паллавічіні                                   | Паоло Конте                      | 2:49       |
| 16. | «Ready Teddy» (I mali del secolo, 1972)                                              | Роберт Блеквелл, Джон Мараскалко                   | Роберт Блеквелл, Джон Мараскалко | 2:25       |
| 17. | «Prisencolinensinainciusol» (Nostalrock, 1973)                                       | Адріано Челентано                                  | Адріано Челентано                | 3:31       |

## Над концертом працювали

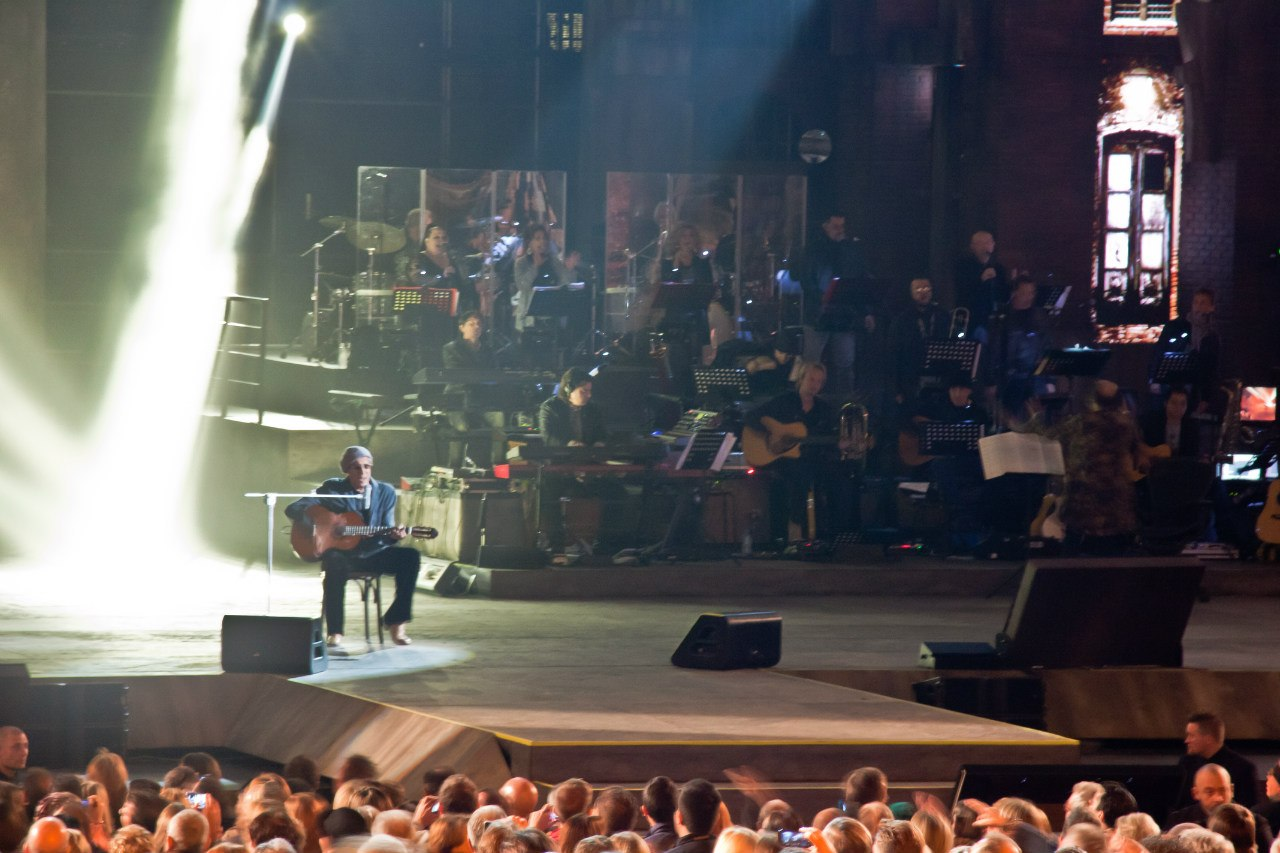
Виступ Адріано Челентано

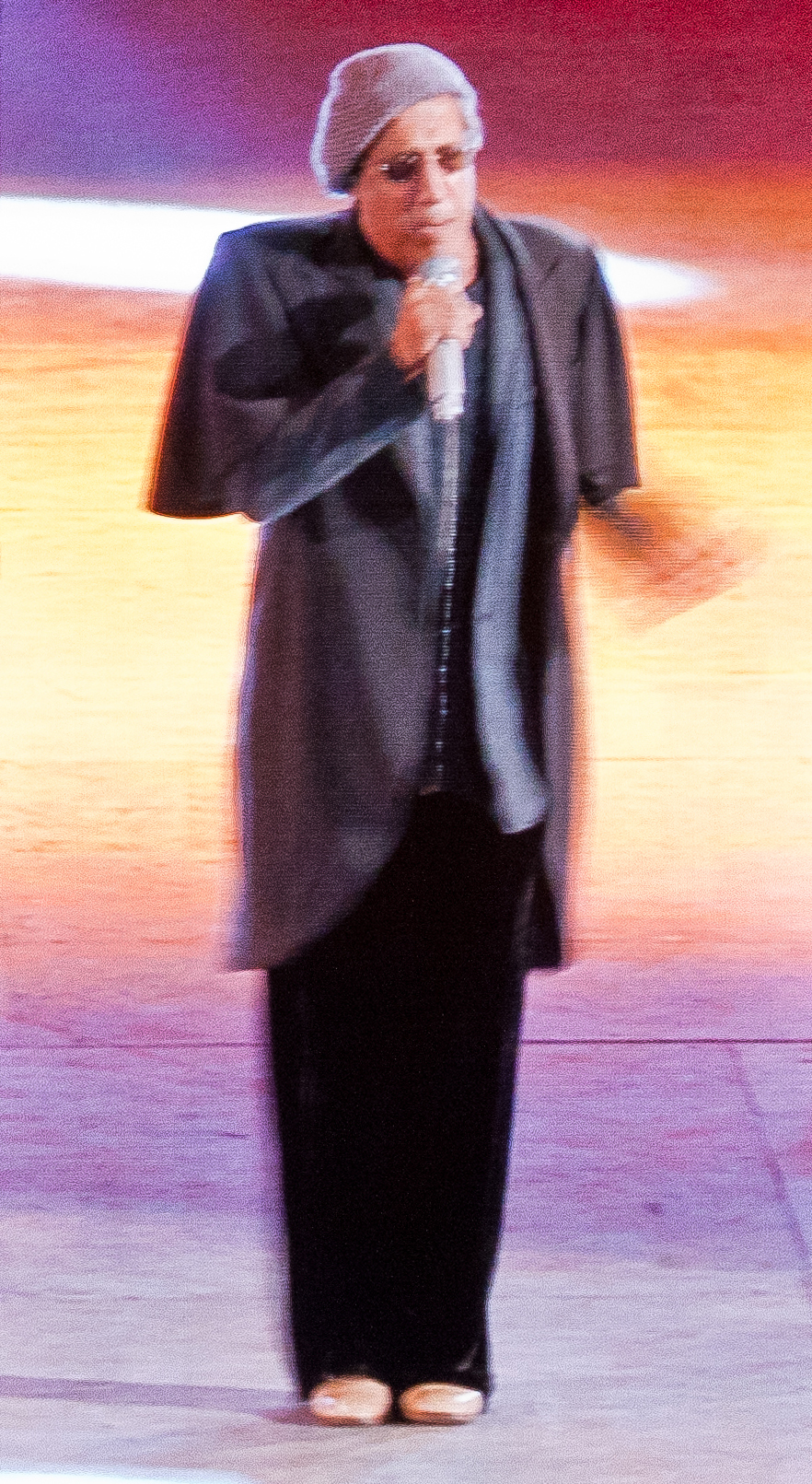
Челентано під час виступу

- Автор ідеі і режисер: Адріано Челентано.
- Продюсер: Клаудія Морі («Clan Celentano»).
- Головний організатор: Джанмарко Мацці.
- Консультант: Лучіо Преста.
- Режисер телеверсії: Серджо Рубіно.
- Керуючий виробництвом: Вітторіо Деллаказа.
- Диригент, акордеоніст: Фіо Дзанотті.
- Хореограф: Іван Манцоні.
- Асистенти: Гвендоліна Алеарді, Діана Андреуссі.
- Звукооператор: Піно Піскетола.
- Костюмер: Сільвія Фраттолілло.

Музиканти
- Габріеле Болоньєзі,
- Лука Коломбо,
- Джанні Далл'Альо,
- Карло Гаудьєлло,
- Давід Гідоні,
- Леле Мелотті,
- Дадо Нері,
- Мікеле Пападья,
- Плачідо Саламоне,
- Джорджо Секко,
- Массімо Дзанотті.

Бек-вокал
- Ману Кортезі,
- Лола Фегалі,
- Морено Феррара,
- Антонелла Пепе,
- Пауль Розетте.

Танцюристи
- Давід Белль,
- Джорджо Каф'єро,
- Крістіан Чікконе,
- Лідія Коломбеллі,
- Кім Фасано,
- Селін Мірам,
- Даніель Редавід,
- Марчелло Саччетта.

## Рейтинг телеперегляду
| nº | Дата          | Кількість телеглядачів | Відсоток телеперегляду |
| -- | ------------- | ---------------------- | ---------------------- |
| 1  | 8 жовтня 2012 | 8.918.000              | 31,81 %                |
| 2  | 9 жовтня 2012 | 9.112.000              | 32,82 %                |